# 33ª Squadriglia
La 33ª Squadriglia del Servizio Aeronautico del Regio Esercito operava sull'Aeroporto di Udine-Campoformido con aerei Farman.

## Storia

### Prima guerra mondiale
Il 15 aprile 1916 nel cambio di tutti nomi delle squadriglie la 2ª Squadriglia da ricognizione e combattimento dell'Aeroporto di Udine-Campoformido diventa la 33ª Squadriglia al comando del Capitano Michele Masi.
Il 30 maggio il comando interinale passa al Sottotenente Sestino Mauro e l'8 giugno al Cap. Salvatore Russi che dispone di 8 Farman 14.
Il reparto aveva una sezione staccata a Comina (Friuli-Venezia Giulia) e nel 1916 la squadriglia ha svolto 1.105 voli di caccia e di crociera sostenendo 11 combattimenti.
All'inizio del 1917 ci sono 8 piloti, un osservatore e 6 soldati mitraglieri.
L'11 febbraio il S.Ten. Pier Carlo Taglioni col mitragliere Vladimiro Zabelli concorre con Francesco Baracca, Fulco Ruffo di Calabria, il sergente Giulio Poli ed il caporale Antonio Pagliari della 70ª Squadriglia caccia all'abbattimento di un Hansa-Brandenburg C.I vicino a Oslavia.
Il 10 aprile passa sotto il X Gruppo (poi 10º Gruppo) ed il comando passa al Cap. Mario Ajmone Cat.
Visto che il velivolo non era più adatto alla difesa aerea viene sciolta il 5 maggio 1917 dopo aver fatto da gennaio 185 voli di guerra.
La 33ª bis rinasce a San Pelagio (Due Carrare) su Savoia-Pomilio SP.2 e Savoia-Pomilio SP.3 nel luglio 1917 e le prime due sezioni vanno a Campoformido il 23 luglio sotto il II Gruppo (poi 2º Gruppo volo).
Il 25 luglio è ufficialmente formata ed il 17 agosto è al comando del Capitano Casimiro Fusco che dispone di altri 5 piloti.
Il 14 settembre con gli S.P.3 va nel VII Gruppo (poi 7º Gruppo Autonomo Caccia Terrestre) andando a Nove di Bassano.
Dopo la Battaglia di Caporetto il 1º novembre ripiega a Villaverla ed il 12 novembre al Campo di aviazione di San Pietro in Gu.
Il 16 novembre 4 S.P.3 bombardano Cismon del Grappa e 4 S.P.3 in Val Gamarara di Lusiana ed a fine hanno dispone di 8 piloti e 8 osservatori.
Il 13 dicembre torna a Nove di Bassano ed il 16 dicembre 4 S.P.3 bombardano in Val Gherbile abbassandosi anche per mitragliare.
Nel 1917 ha svolto 92 missioni di guerra, 30 delle quali la 33ª bis.
A metà marzo 1918 torna a San Pietro in Gu ed a metà maggio inizia a passare su SIA 7b ma dopo un incidente di volo da giugno si ferma la transizione.
Al 1º luglio dispone di 9 piloti e 14 osservatori ed in ottobre vola ancora con i vecchi S.P.3.
Il 1º novembre il comandante interinale è il Cap. Luigi Del Vivo e nell'ambito della Battaglia di Vittorio Veneto il 2 novembre bombardano Levico Terme.
Alla fine della guerra aveva 6 S.P.3 operativi e nel secondo semestre del 1918 ha svolto 142 voli di guerra.
Durante la guerra ha eseguito 1.644 voli di guerra subendo 4 vittime. 
Venne sciolta il 6 febbraio 1919.

### Regia Aeronautica
Nel 1934 era all'Aeroporto di Bresso con gli IMAM Ro.1 nel LXI Gruppo O.A. del 19º Stormo di Ricognizione Terrestre dell'Aviazione Ausiliaria per l'Esercito nella Regia Aeronautica.

### La guerra di Spagna
Al 27 settembre 1937 era al comando del Cap. Antonio Vizzotto nel VI Gruppo Caccia Terrestri Leonello (6º Gruppo caccia), equipaggiata con i Fiat C.R.32.
Nel 1938 era a Bresso con gli IMAM Ro.37 bis, II serie nel 61º Gruppo O.A..

### Seconda guerra mondiale
Al 10 giugno 1940 la 33ª Squadriglia Autonoma Osservazione Aerea era a Mondovì con 6 IMAM Ro.37bis per il Gruppo Armate Ovest nell'Aviazione Ausiliaria per l'Esercito.
All'8 settembre 1943 è all'Aeroporto Internazionale di Mostar con 2 Caproni Ca.311 e 4 Caproni Ca.314 nel V Gruppo.